# Gaspard Mudiso
Gaspard Mudiso Mundla (ur. 23 grudnia 1940 w Kenge) – kongijski duchowny rzymskokatolicki, biskup Kenge w latach 1999–2018.